# 2506 Pirogov
2506 Pirogov eller 1976 QG1 är en asteroid i huvudbältet som upptäcktes den 26 augusti 1976 av den rysk-sovjetiske astronomen Nikolaj Tjernych vid Krims astrofysiska observatorium på Krim. Den har fått sitt namn efter den ryske kirurgen Nikolaj Pirogov.
Asteroiden har en diameter på ungefär 11 kilometer och den tillhör asteroidgruppen Koronis.